# Municipio de Karlsruhe (Dakota del Norte)
El municipio de Karlsruhe (en inglés: Karlsruhe Township) es un municipio ubicado en el condado de McHenry en el estado estadounidense de Dakota del Norte. En el año 2010 tenía una población de 38 habitantes y una densidad poblacional de 0,41 personas por km².

## Geografía
El municipio de Karlsruhe se encuentra ubicado en las coordenadas 48°4′0″N 100°33′41″O / 48.06667, -100.56139. Según la Oficina del Censo de los Estados Unidos, el municipio tiene una superficie total de 91.66 km², de la cual 88,79 km² corresponden a tierra firme y (3,13 %) 2,87 km² es agua.

## Demografía
Según el censo de 2010, había 38 personas residiendo en el municipio de Karlsruhe. La densidad de población era de 0,41 hab./km². De los 38 habitantes, el municipio de Karlsruhe estaba compuesto por el 100 % blancos. Del total de la población el 0 % eran hispanos o latinos de cualquier raza.